# Stazione di Casalnuovo (RFI)
Stazione di Casalnuovo (RFI) vasútállomás Olaszországban, Casalnuovo di Napoli településen.

## Vasútvonalak
Az állomást az alábbi vasútvonalak érintik:
- Róma–Cassino–Nápoly-vasútvonal

## Kapcsolódó állomások
A vasútállomáshoz az alábbi állomások vannak a legközelebb:
- Stazione di Napoli Gianturco (Stazione di Napoli Campi Flegrei)
- Stazione di Acerra (Stazione di Caserta)
- Stazione di Acerra (Stazione di Benevento)
- Stazione di Napoli Centrale (Stazione di Napoli Centrale)